# Diomea
Diomea é um gênero de traça pertencente à família Arctiidae.